# Volker Schlöndorff

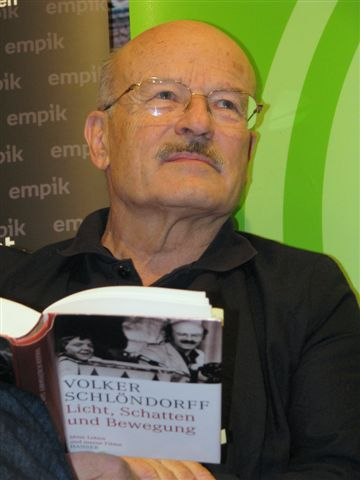
Volker Schlöndorff w Łodzi (2009)

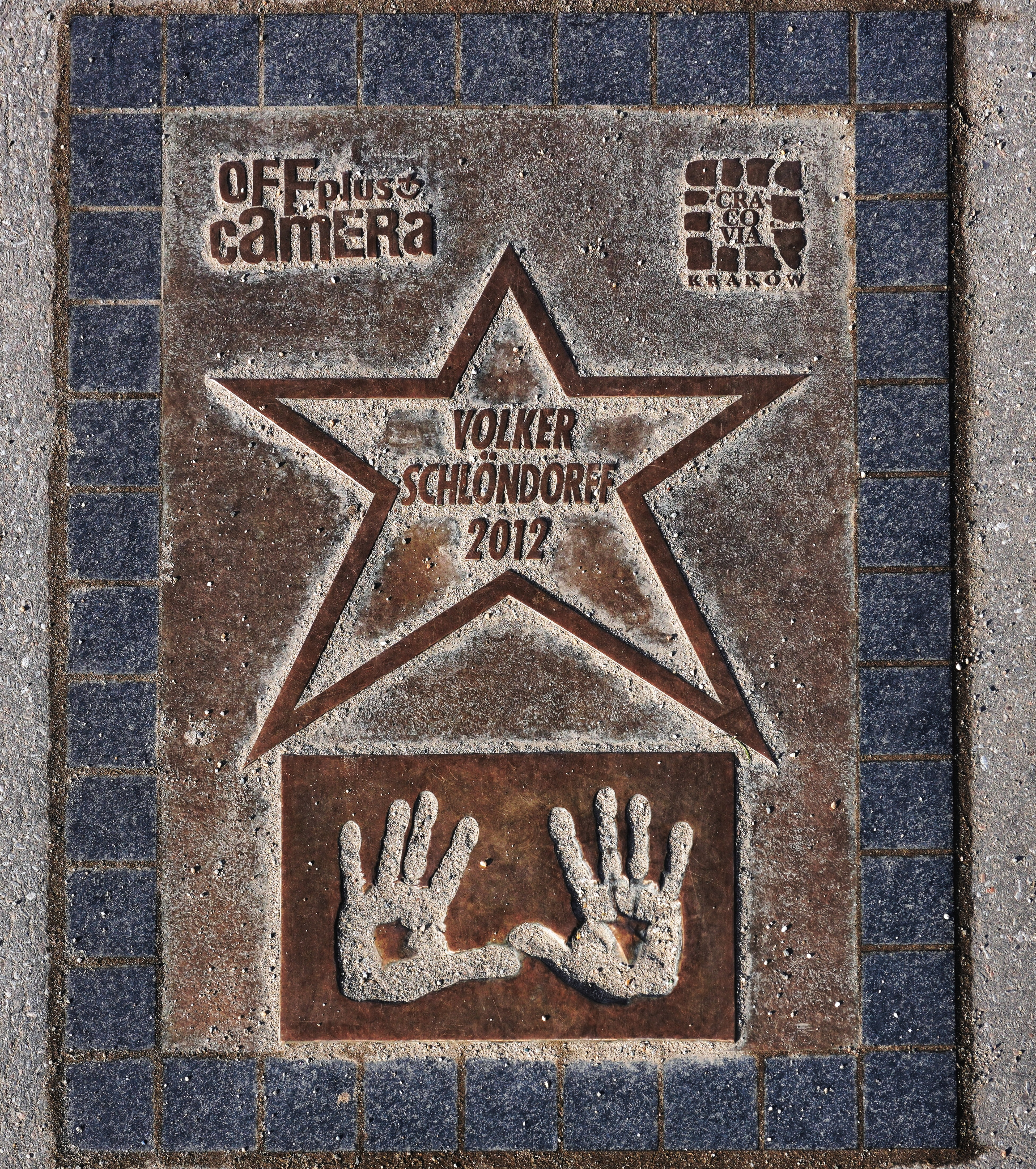
Gwiazda Volkera Schlöndorffa na Alei Gwiazd w Krakowie

Volker Schlöndorff (ur. 31 marca 1939 w Wiesbaden) – niemiecki reżyser, scenarzysta i producent filmowy, pracujący w Niemczech i USA. Kręci filmy głównie na bazie materiału literackiego, tworząc wybitne adaptacje filmowe, jak m.in. Niepokoje wychowanka Törlessa (1966), Utracona cześć Katarzyny Blum (1975) czy nagrodzony Złotą Palmą na 32. MFF w Cannes i Oscarem dla najlepszego filmu nieanglojęzycznego Blaszany bębenek (1979).

## Życiorys
Urodził się w Wiesbaden, a studiował w Paryżu, gdzie ukończył szkołę filmową. Zadebiutował nagrodzoną na 19. MFF w Cannes adaptacją książki Roberta Musila Niepokoje wychowanka Törlessa (1966). Kolejnym sukcesem była Utracona cześć Katarzyny Blum (1975), powstała na podstawie powieści Heinricha Bölla. W obydwu filmach Schlöndorff przeciwstawiał humanizm i wrażliwość moralną jednostki tradycji niemieckiego rygoru i presji autorytetów.
We wczesnym etapie twórczości reżyser podjął próby odnowienia wątków romantycznych w kinie zachodnioniemieckim, chciał również wprowadzić nową formułę kryminału, m.in. w filmach Morderstwo i zabójstwo (1967) oraz Moralność Ruth Halbfass (1971).
Po głośnej adaptacji powieści Güntera Grassa Blaszany bębenek (1979), nagrodzonej Oscarem, Schlöndorff zekranizował m.in. wybrane wątki powieści Marcela Prousta W poszukiwaniu straconego czasu w Miłości Swanna (1984) oraz powieść Maxa Frischa Homo Faber (1991). W 2006 nakręcił Strajk, którego fabuła osadzona jest w realiach walki o upadek komunizmu w Polsce lat 80., a główna bohaterka wzorowana była na Annie Walentynowicz.
Zasiadał w jury konkursu głównego na 23. MFF w Cannes (1970).
W 2008 ukazała się jego autobiografia pt. Światło, cień i ruch. Moje życie i moje filmy, przetłumaczona przez Ryszarda Turczyna i wydana rok później również w Polsce.
Mieszka na stałe w Poczdamie.

## Filmografia
- 1966 – Niepokoje wychowanka Törlessa (Der junge Törless) – na podstawie powieści Niepokoje wychowanka Törlessa Roberta Musila[10]
- 1967 – Morderstwo i zabójstwo (Mord und Totschlag)[11]
- 1969 – Michael Kohlhaas, buntownik (Michael Kohlhaas – der Rebell)[12] – na podstawie opowiadania Heinricha von Kleista
- 1970 – Baal[13]
- 1971 – Nagłe wzbogacenie się biednych ludzi z Kombach (Der plötzliche Reichtum der armen Leute von Kombach)[14]
- 1972 – Moralność Ruth Halbfass (Die Moral der Ruth Halbfass)[15]
- 1972 – Słomiany ogień (Strohfeuer)[16]
- 1974 – Nocleg w Tyrolu (Übernachtung in Tirol)[17]
- 1975 – Utracona cześć Katarzyny Blum – na podstawie powieści Heinricha Bölla
- 1976 – Łaska śmierci (Der Fangschuß)[18]
- 1977 – Tylko dla zabawy, tylko dla sztuki (Nur zum Spaß – Nur zum Spiel) (film dokumentalny)[19]
- 1978 – Niemcy jesienią (Deutschland im Herbst)[20]
- 1979 – Blaszany bębenek – na podstawie powieści Blaszany bębenek Güntera Grassa
- 1980 – Kandydat (Der Kandidat) (film dokumentalny)[21]
- 1981 – Fałszerstwo (Die Fälschung)[22] – na podstawie powieści Nicolasa Borna
- 1982 – Krieg und Frieden (Dokumentation)[23]
- 1983 – Miłość Swanna (Un amour de Swann) – na podstawie fragmentów W poszukiwaniu straconego czasu Marcela Prousta
- 1985 – Śmierć komiwojażera – adaptacja sztuki Śmierć komiwojażera Arthura Millera[24]
- 1990 – Opowieść podręcznej (The Handmaid’s Tale)[25] – na podstawie powieści Opowieść podręcznej Margaret Atwood
- 1991 – Homo Faber – na podstawie powieści Maxa Frischa
- 1996 – Król olch (Der Unhold)[26]
- 1998 – Palmetto[27]
- 2000 – Legenda Rity (Die Stille nach dem Schuss)[28]
- 2002 – 10 minut później (Ten Minutes Older)
- 2004 – Dziewiąty dzień (Der neunte Tag)[29]
- 2005 – Enigma – Eine uneingestandene Liebe[30]
- 2006 – Strajk (Strajk – Die Heldin von Danzig)
- 2007 – Ulzhan – zapomniane światło (Ulzhan – Das vergessene Licht)[31]
- 2011 – A na morzu spokój (La Mer à l'aube)[32]
- 2014 – Dyplomacja (Diplomatie) – reżyser i współautor scenariusza[33]
- 2017 – Powrót do Montauk (Return to Montauk) – reżyser, scenarzysta i producent[34]

## Nagrody
- 2000 – Nagroda na MFF w Berlinie 2000 za Legenda Rity (Błękitny Anioł dla najlepszego filmu europejskiego)[35]
- 2006 – Nagroda Prezydenta Miasta Gdańska „Neptuny”[36]
- 2010 – Nagroda za Całokształt Twórczości dla Reżysera na Festiwalu Camerimage w Łodzi[37].

## Odznaczenia
- 2002 – Oficer Legii Honorowej (Francja)[38]
- 2003 – Bawarski Order Zasługi[39]
- 2005 – Złoty Medal „Zasłużony Kulturze Gloria Artis” (Polska)[40]
- 2008 – Order Zasługi Brandenburgii[41]
- 2019 – Krzyż Wielki Orderu Zasługi Republiki Federalnej Niemiec[42]

## Polskie publikacje poświęcone Volkerowi Schlöndorffowi
- Krzysztof Stanisławski, Volker Schlöndorff (monografia krytyczna; Wydawnictwo NOTORO – Filmoteka Narodowa – Goethe-Institut, Warszawa 2009, ISBN 978-83-60711-22-4)
- Volker Schlöndorff. Lifetime Achievement (album; Plus Camerimage, Łódź 2009)